# The Redhead
The Redhead (A Ruiva, em livre tradução) é o título de um filme mudo estadunidense de 1919.

## Sinopse
O filme retrata o relacionamento do jovem rico Matthew Thurlow, um bon-vivant que passa suas noites em diversão nas boates, e a dançarina de cabaré Dazie; a garota se apaixona pelo rapaz mas se vê impedida de ter um relacionamento em razão de seu estilo de vida.
Num dia, contudo, aproveitando-se que Matthew está bêbado e quer vencer uma aposta, ela se casa com ele; quando volta à sobriedade, a garota insiste em que permaneçam unidos, mas isto leva ao tio do rapaz a cortar-lhe as mesadas; compelido a ter que trabalhar finalmente, ele consegue emprego numa fábrica de automóveis, enquanto os dois passam a morar num pequeno apartamento.
Mas Matthew não aceita o relacionamento com a esposa e a trata de forma distante e fria; o tio dele oferece dinheiro para que a dançarina se divorcie, mas ela recusa dizendo, entretanto, que o faria caso o marido concorde.
Matthew, graças a um mal-entendido, sente ciúmes da mulher e descobre que está apaixonado por ela; seu tio, que percebera a boa influência que Dazie exercia sobre o sobrinho, ameaça deserdá-lo caso dela se separe, mas então ele confessa seu amor pela esposa.

## Elenco
- Alice Brady: Dazil Mellows
- Conrad Nagel: Matthew Thurlow
- Robert Schable: Roland Gard
- Charles A. Stevenson: Parker Thurlow
- Charles Eldridge: Mr. Mellows
- May Brettone: Mrs. Mellow